# 中間莖方頭魚
中間莖方頭魚，為輻鰭魚綱刺尾鯛目弱棘魚科莖方頭魚屬的其中一種，分布於中西大西洋區，從墨西哥灣至古巴海域，棲息深度45-290公尺，體長可達60公分，生活在泥底質海域，為底棲性魚類，屬肉食性，生活習性不明，可做為食用魚。

## 擴展閱讀
維基物種上的相關：中間莖方頭魚